# TVA déductible en France
La TVA déductible en France
Le décret no 2007-566 du 16 avril 2007 a changé les règles de déduction de la TVA. La réécriture des articles consacrés à la déductibilité de la TVA en France est entrée en vigueur à partir du 1er janvier 2008.
Le principe général du droit à déduction repose sur trois conditions cumulatives : conditions de fond, conditions de forme et conditions de temps.

## Conditions de fond
Les opérations ouvrant droit à déduction sont les opérations effectivement imposées à la TVA (les livraisons ou prestations de services et les acquisitions intracommunautaires). La taxe relative à chaque bien ou service est désormais déterminée en proportion de son coefficient de déduction.

### Le nouveau principe
L'article 205 de l'annexe II au Code Général des Impôts indique le principe général :" La taxe sur la valeur ajoutée grevant un bien ou un service qu'un assujetti à cette taxe acquiert, importe ou se livre à lui-même est déductible à proportion de son coefficient de déduction".
Concrètement, la TVA déductible sur chaque bien ou service est calculée grâce à son coefficient de déduction, qui tient compte de son degré d'utilisation pour des opérations ouvrant droit à déduction et des restrictions éventuelles prévues par la loi.

TVA déductible = TVA acquittée * Coefficient de déduction

#### Coefficient de déduction
Ce coefficient de déduction est le produit de trois coefficients : d'assujettissement, de taxation et d'admission.

#### Coefficient d'assujettissement
Ce coefficient indique dans quelle proportion le bien ou le service est utilisé pour des opérations situées dans le champ d'application de la TVA.
Dès l'acquisition ou la première utilisation d'un bien ou d'un service le contribuable doit procéder à son affectation pour déterminer la valeur du coefficient d'assujettissement. Il y a trois cas possibles : si l'usage est utilisé hors du champ d'application de la TVA (opérations non imposées) le coefficient est égal à 0, si l'usage est situé dans le champ d'application de la TVA le coefficient est égal à 1 et si c'est une opération mixte (c'est-à-dire qui est dans et hors champ d'application de la TVA) le coefficient est compris entre 0 et 1. La répartition est à faire par l'assujetti sous sa propre responsabilité, elle doit correctement traduire l'utilisation réelle de chaque bien ou service.

#### Coefficient de taxation
Ce coefficient traduit le principe selon lequel seule peut être déduite la taxe grevant des biens ou des services utilisés à des opérations ouvrant droit à déduction.
Là encore trois cas possibles: le bien ou le service sont utilisés exclusivement à des opérations ouvrant droit à déduction il est égal à 1, le bien ou le service sont utilisés à la réalisation d'opérations n'ouvrant pas droit à déduction il est égal à 0 et enfin des opérations ouvrant droit et n'ouvrant pas droit à déduction il sera compris entre 0 et 1. Ce dernier cas se calcule de manière forfaitaire comme dans l'ancien système.

On peut donner l'exemple d'un entrepreneur qui possède un bâtiment où il exerce deux activités distinctes; l'une de conseil aux entreprises (soumis à la TVA) et l'autre de formation professionnelle (exonérée à la TVA). Pour les frais de son bâtiment il faudra calculer la proportion que représente chacune des activités et appliquer cette proportion pour calculer le coefficient de taxation. S'il travaille à 60 % pour la partie conseil et 40 % pour la partie formation son coefficient sera de 0,6.

#### Coefficient d'admission
Contrairement aux deux autres coefficients, qui dépendent de l'activité et de l'utilisation qu'il fait des biens et services qu'il achète, le coefficient d'admission dépend de la réglementation en vigueur. Il donne pour une catégorie de biens ou services, l'existence d'une exclusion du droit à déduction (totale ou partielle).
On peut citer par exemple : un coefficient égal à 0 pour les biens et services relatifs à la fourniture du logement à titre gratuit ou des biens cédés gratuitement (cadeaux), véhicule ou engins conçus pour transporter des personnes (sauf les véhicules neufs, donnés en location et enseignement de la conduite...).
Le coefficient est égal à 1 (100 %) pour le gaz de pétrole (GPL), à 0,8 pour le Gazole et à 0 pour l'essence. Donc, par exemple les véhicules roulants à l'essence sans plomb ne peuvent pas déduire leur carburant, par contre ceux roulants au diésel le peuvent à hauteur de 80 %.

#### Exemples
Si une entreprise fait du conseil aux entreprises elle entre dans le champ d'application de la TVA donc son coefficient d'assujettissement = 1 . Cette même entreprise réalise un achat d'un photocopieur et elle achète du carburant gazole pour ses déplacements. 
- Pour l'achat du photocopieur, il entre bien dans le champ d'application de la TVA, c'est une opération imposée par nature et qui n'est pas exonérée par un texte de loi, donc son coefficient de déduction sera de 1 * 1 * 1 =1
- Maintenant quand cette entreprise achète son carburant pour ses déplacements, le coefficient d'assujettissement sera égal à 1, le coefficient de taxation égal à 1, par contre, le coefficient d'admission sera égal à 0,8 (Art 206-IV-2-8 et 10 de l'annexe II du CGI). Cette entreprise aura un coefficient de déduction pour cette opération de 1 * 1 * 0,8 = 0,8. Elle ne pourra déduire que 80 % de sa TVA sur les achats de gazole.

## Condition de forme
Pour être déductible, la taxe qui a grevé une opération imposable doit figurer sur un document prévu par la loi: facture, document douanier, document d'autoliquidation.
La déduction ne peut être opérée si le redevable n'est pas en possession soit de la facture, soit de la déclaration d'importation sur laquelle il est désigné comme destinataire réel.
Les factures susceptibles de justifier la déduction sont celles établies conformément aux dispositions de l'article 289 du Code général des impôts (CGI). En complément de cet article il existe l'article 289 II du CGI et l'article 242 nonies A annexe II du CGI qui donnent les mentions obligatoires dans une facture (nom complet du fournisseur du client, date de délivrance, numéro SIREN, numéro chronologique de la facture, intitulé de l'article, quantité, prix unitaire, taux TVA, etc.

La taxe illégalement facturée est due par celui qui l'a facturée, mais elle n'est pas déductible pour le destinataire.
Pour les importations, c'est le document douanier (DAU) qui justifie du paiement de la TVA et donc de sa déductibilité.

## Condition de temps
La déduction de la taxe ayant grevé les biens et services est opérée par imputation sur la taxe due par le redevable au titre de mois pendant lequel le droit à déduction a pris naissance.
À partir de l'instant ou la TVA devient exigible chez le fournisseur elle devient aussi déductible chez le client.